# Nicolas II de Larmessin
Nicolas II. de Larmessin (* 15. Oktober 1632 in Paris; † 23. Juli 1694 ebda.) war ein französischer Grafiker und Verleger des 17. Jahrhunderts.

## Leben und Werk
Nicolas II. war der Sohn des Buchhändlers Nicolas (I.) de Larmessin; dieser gilt als Begründer der Kupferstecher-Dynastie der Larmessins. Sein jüngerer Bruder Nicolas III. de Larmessin († 1725) erlernte ebenfalls die Kunst des Kupferstechens und so arbeiteten beide zeitweise zusammen. Sein Neffe Nicolas IV. de Larmessin († 1755) war im selben Metier tätig.
Bekannt wurde er als Porträtist berühmter Zeitgenossen, darunter auch Ludwig XIV. und anderer Mitglieder der Königsfamilie. Dadurch erhielt er zahlreiche Aufträge für die Porträtierung anderer adliger Zeitgenossen. Außerdem verfertigte er zahlreiche fiktive Bildnisse mittelalterlicher und außereuropäischer Herrscher. In Kunstkreisen ist er auch bekannt als Verfertiger von karikierend grotesken Figuren in teilweise surrealistisch anmutender Aufmachung.

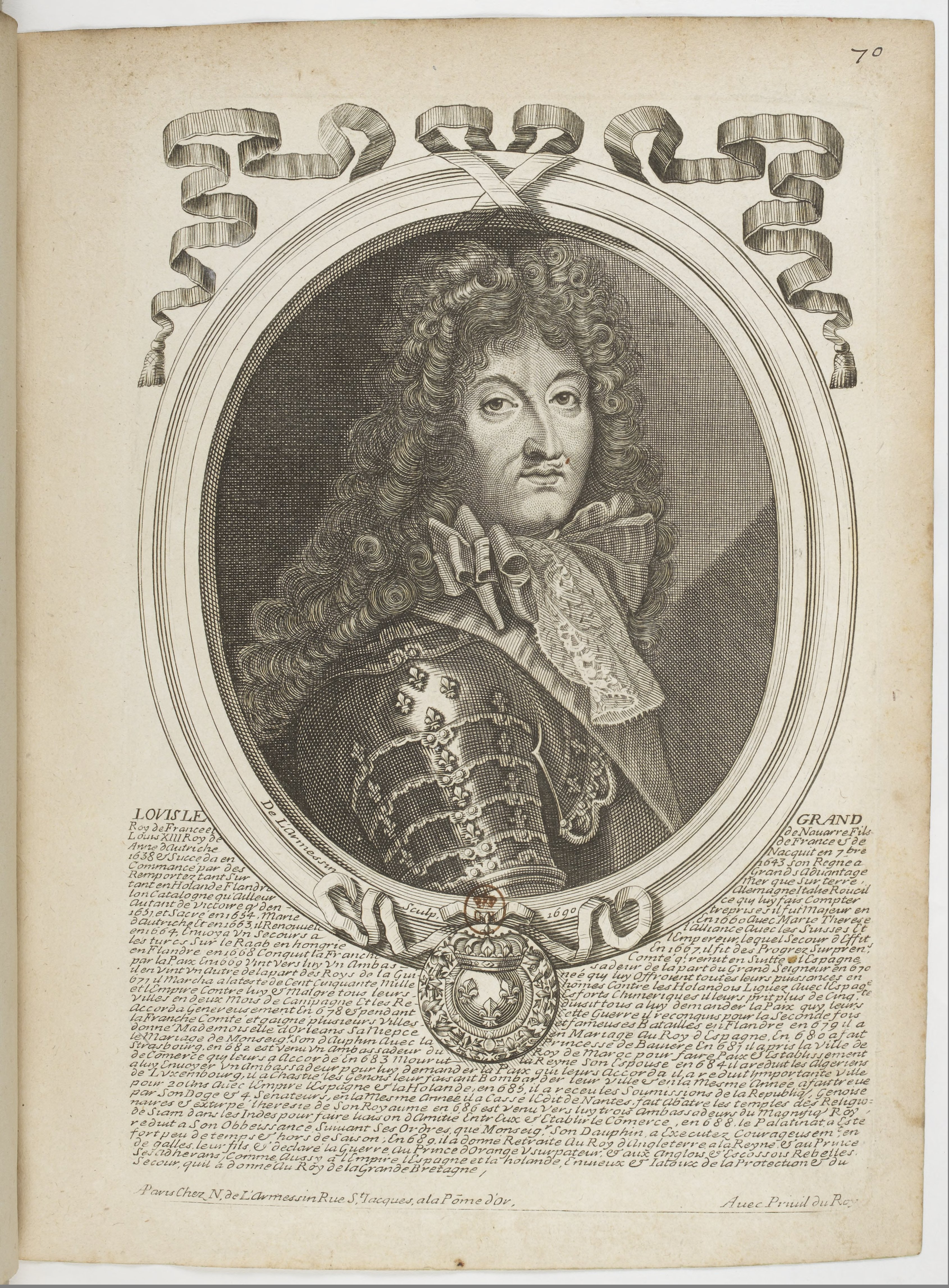
Ludwig XIV.
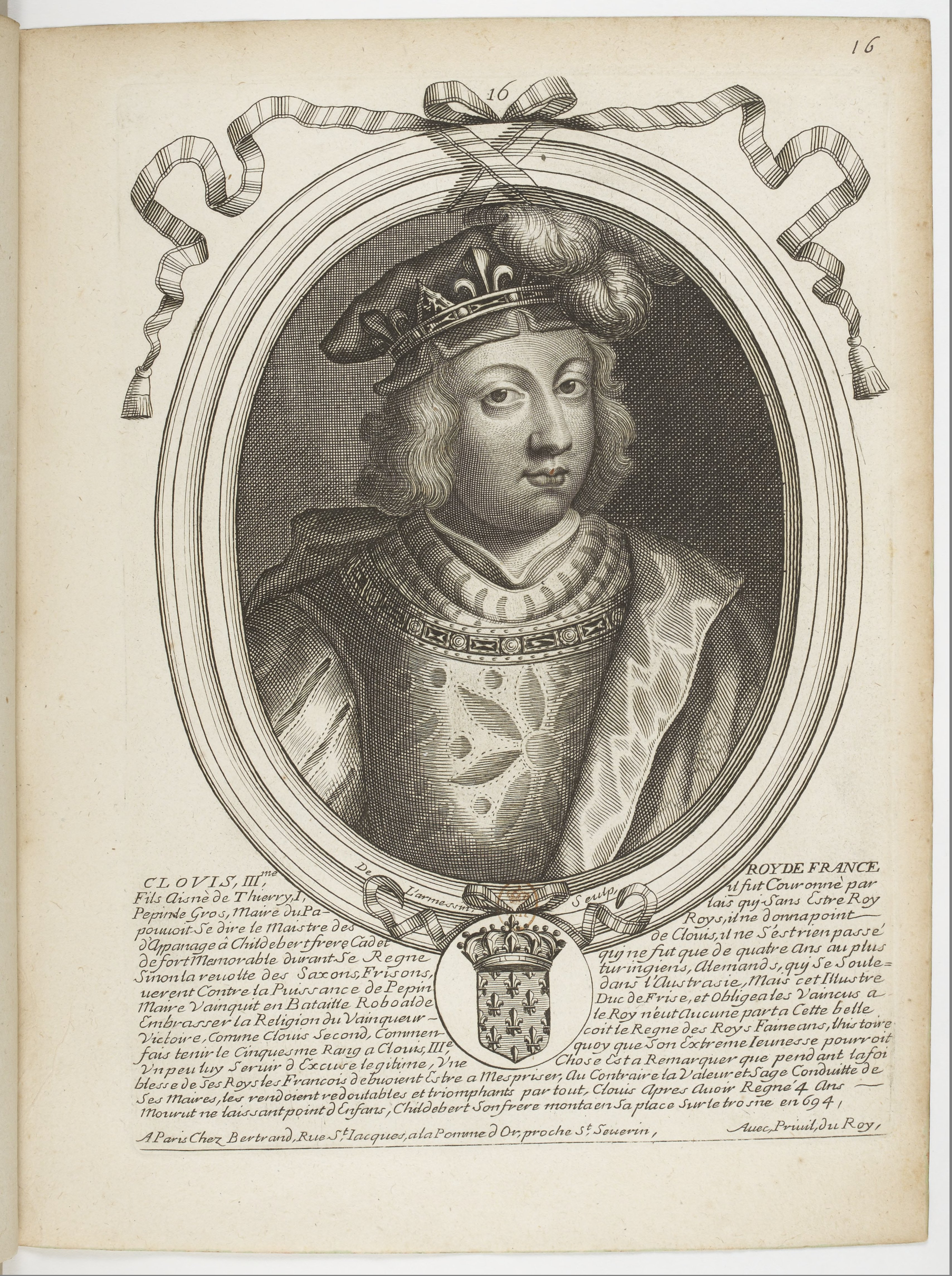
Chlodwig III.
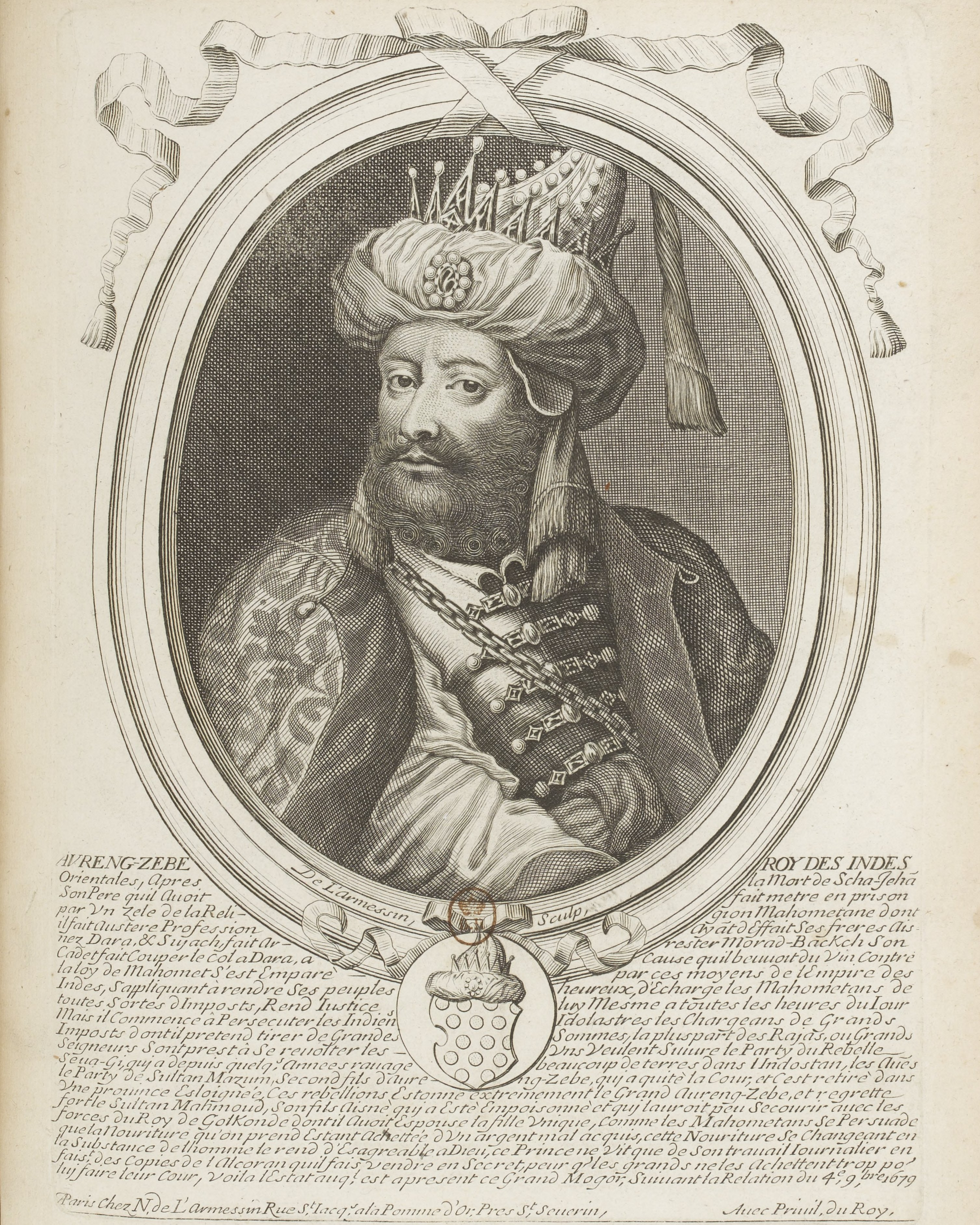
Großmogul Aurangzeb
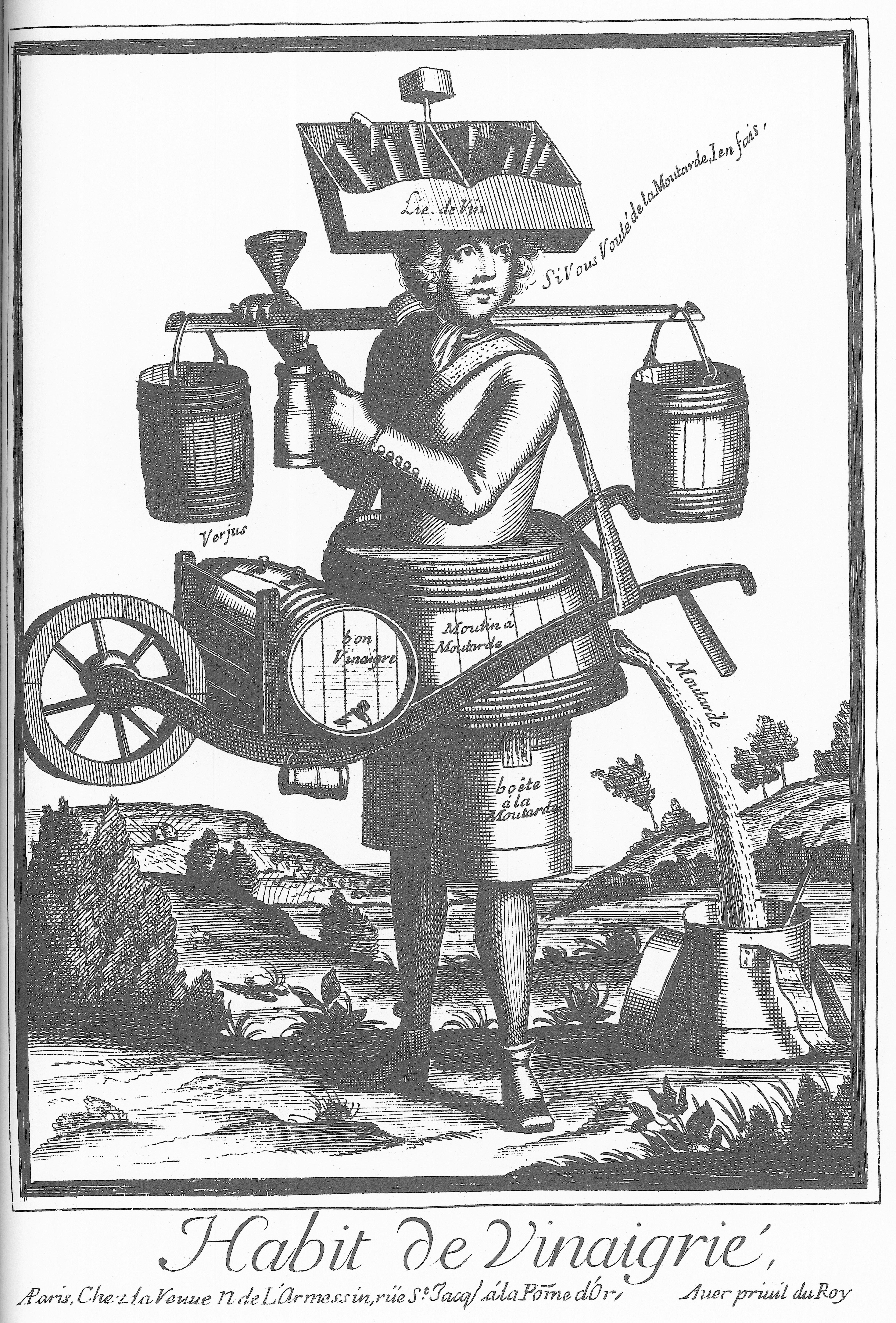
Essig- und Senfhändler
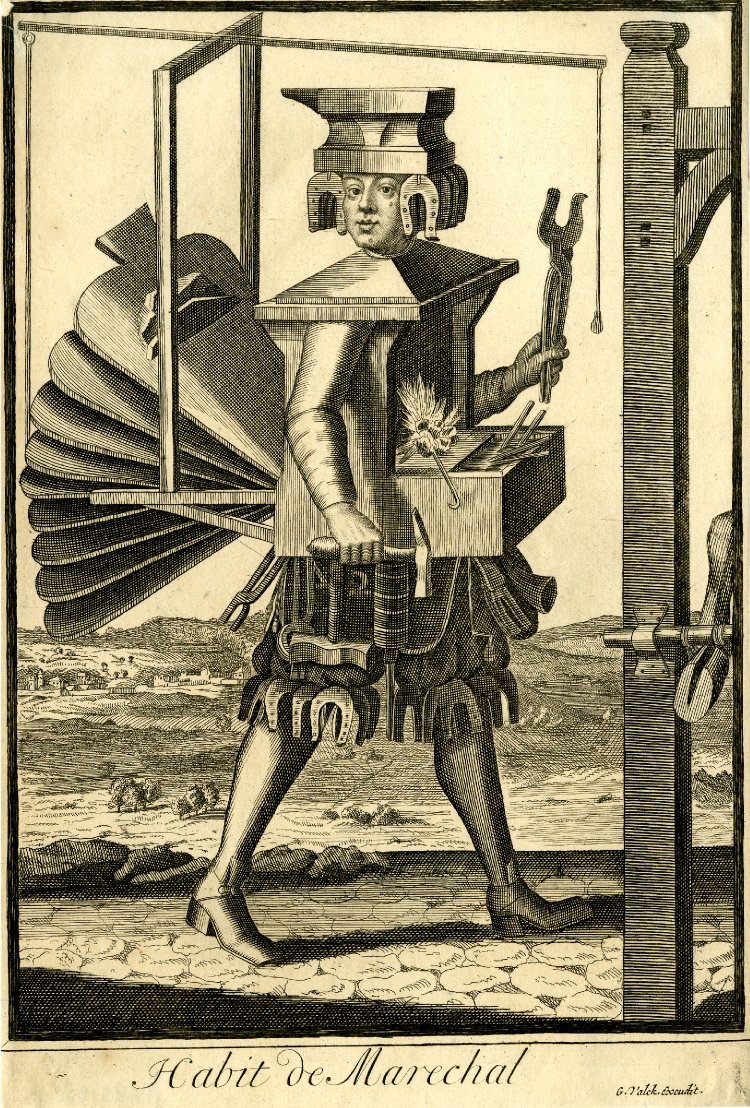
Hufschmied (Marechal)
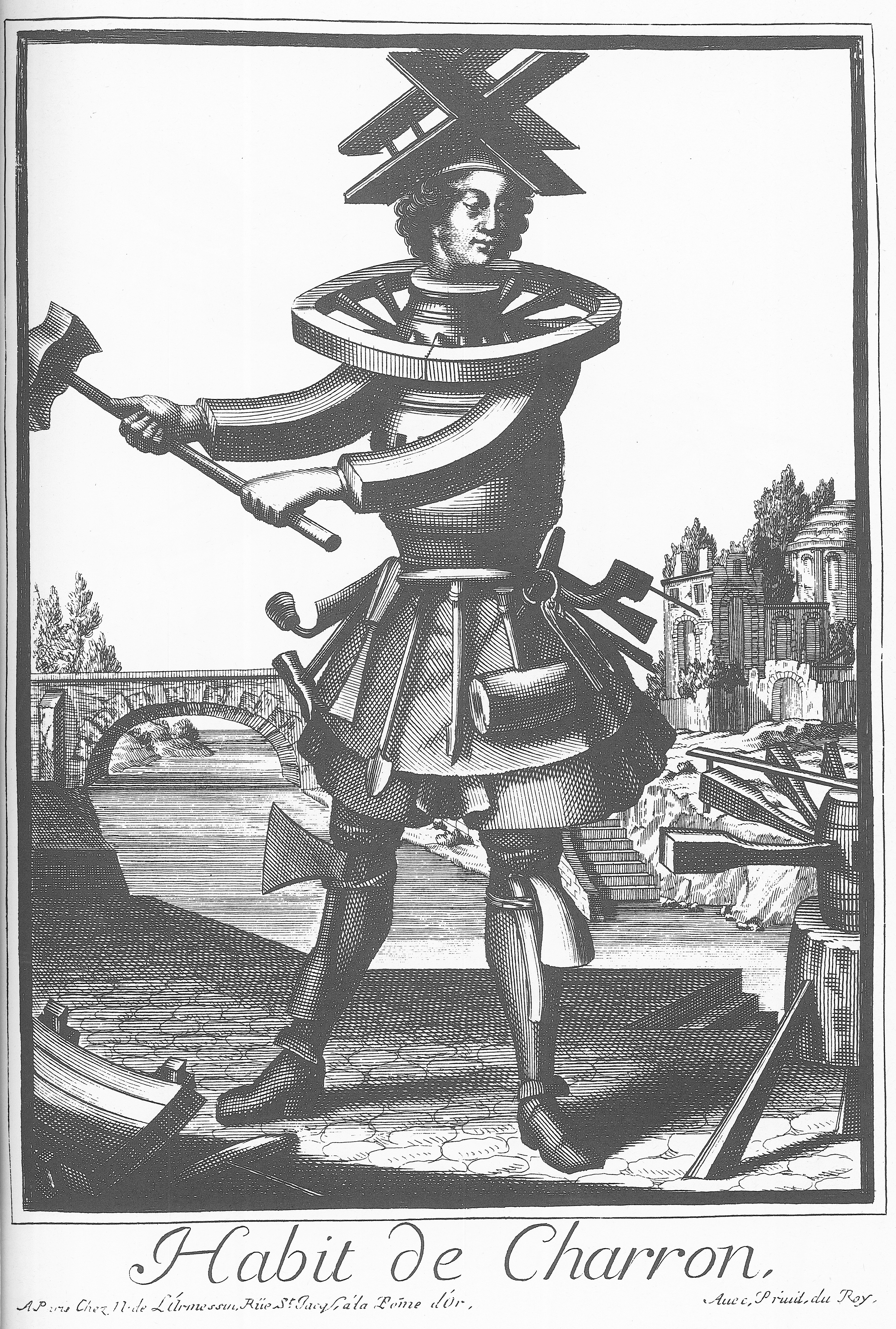
Stellmacher (Charron)